# Гелиополиты
Не путать с историческим движением гелиополитов под предводительством Аристоника Пергамского
Гелиополиты (англ. Heliopolitans) — вымышленная группа богов, основанная на древнеегипетских божествах, появившихся в комиксах издательства Marvel Comics.

## История публикации
Персонажи, основанные на древних божествах из египетской мифологии, впервые были упомянуты в Captain America Comics #20" (ноябрь 1942), опубликованный предшественником Marvel Comics «Timely Comics», в котором Капитан Америка и Баки расследуют убийство полковника Фицпатрика, который изучал Книгу Тота, Размещенных в Египте. Впервые Гелиопитанц впервые проявились в «Золотом веке» в рассказе The Terror That Creeps Стэна Ли и Вернера Рота, опубликованного в Marvel Tales #96 (июнь 1950) и включает в себя человека, который не может убедить общественность в том, что Великий Сфинкс Гиза медленно движется к краю пустыни, где она будет наделена способностями Сета и уничтожит человечество. Бог Баст позже сделал его первое появление (в качестве тотема) с Чёрной Пантерой в Fantastic Four # 52 (июль 1966), , будучи названным только Богом Пантеры, в Black Panther vol. 3 # 21 Кристофера Приста и Сала Велутто, было обнаружено, что Бог Пантеры - это Баст. Многие из других божеств, включая Хоруса, Изиду и Осириса, были введены в Thor # 239 (сентябрь 1975). Хонша, который стал ассоциироваться с Лунным Рыцарем, впервые появилась в Moon Knight #1 (ноябрь 1980). Джозеф Масзински в своей книге Все, что нужно знать о жизни, я узнал из комиксов Marvel утверждал, что введение египетских божеств «возбуждает нашу нашу тенденцию наслаждаться разнообразием», поскольку пантеон содержал множество богов и личностей в отличие от иудео-христианских религий. Эд Штраус утверждал, что Marvel смог погрузиться в древнюю египетскую религию, потому что он «давно вышел в сферу мифологии» в отличие от христианства.

## Вымышленная история
Гелиополитам поклонялись как божествам жители долины реки Нил, начиная с 10000 года до н. э. Согласно Гелиополитанской легенде, первой из них были Гея (как Нейт), Демиург (как Нун) и Сет. Нейт и Нун отправили Атума, первого из Огдоад — старых богов. Когда Нейт начала создавать смертную жизнь, Сет хотел уничтожить её творения. В свою очередь, Нейт назвала Атума для защиты. Атум и Сет сражались за эоны, пока Атум не превратился в Демогорга, пока не остановился. После поражения Сета Атум породил Эннедов — новых богов, взял имя Ра и поселился на солнце.
Эннеды проживали в древнем городе Гелиополис, пока их царь Осирис не назначил смертных фараонов, чтобы боги могли меньше заниматься человеческими делами и переместились в внеземное царство Небесного Гелиополиса. Хотя некоторые из них, включая Басту, Собека и Сехмета, предпочитают оставаться на Земле. Баст в конечном итоге стал покровителем божества Ваканды, Баст, Тот и Птах предпочитают остаться на Земле, интегрируясь в Ориша, пантеон Ваканды. Собек и Сехмет стали покровителями менее влиятельных африканских культов.
В Небесном Гелиополисе Сет убил своего брата Осириса в попытке переворота, но жена Осириса Исида, а его сыновья Хорус и Анубис объединили свои силы, чтобы воскресить Осириса. Затем Осирис отправил Гора, чтобы отомстить Сету в битве, которая продолжалась несколько сотен лет, и закончилась когда Сет обрел верх и запечатал богов в пирамиде. Захваченные боги оставались в пирамиде в течение нескольких тысячелетий, пока им не удалось связаться с богом Асгарда Одином. С помощью сына Одина, Тора они победили Сета, отрубив левую руку, когда они сражались, и освободили Гелиополитанцев.
Осирис позже уполномочен Тором возродить Асгард, которому был нанесен ущерб Разрушителем.
Боги Гелиополиса, бессильные и называя себя «потерянными», присоединились к Тору и Силе Земли в борьбе с Сетом и его силами снова и в конечном итоге восстановили свои силы после очевидной смерти Сета.

## Представители
- Анубис — бог загробной жизни
- Атум — бог солнца
- Баст — бог удовольствия, поэзии и танца
- Бес — бог удачи и вероятности
- Геб — бог Земли
- Гор — бог солнца
- Изида — богиня плодородия
- Хонсу — бог луны
- Нейт — богиня Земли
- Нун — бог водянистой пропасти
- Нут — богиня неба
- Осирис — бог мертвых
- Сехмет — бог войны
- Набор — бог хаоса и творения
- Сет[англ.] — бог зла
- Собек — бог рек
- Тот — бог мудрости

## Вне комиксов

### Кинематографическая вселенная Marvel

#### «Чёрная пантера» и «Тор»
Гелиополиты были впервые упомянуты Т’Чаллой / Чёрной пантерой в фильме кинематографической вселенной Marvel «Первый мститель: Противостояние» (2016), где Т’Чалла объясняет: «В моей культуре смерть ещё не конец, это скорее отступная точка. Вы протягиваете обе руки, а богини Баст и Сехмет ведут вас в зеленый вельд, где вы можете бежать вечно». Богиня Баст была вновь упомянута в прологе фильма «Чёрная пантера» (2018), где в легенде о возникновении Ваканды, упоминается, что во время войн племён богиня Баст помогла первой Чёрной пантере стать королём Ваканды. Акосия Сабет исполнила роль Баст в фильме КВМ «Тор: Любовь и гром» (2022).

#### «Лунный рыцарь»
В сериале «Лунный рыцарь» появился Хонсу и его аватар Марк Спектор / Лунный рыцарь, а также аватары Осириса, Гора, Исиды и египетских богов Хатхора и Тефнут; богини Таурт и Амат появились напрямую.